# Tour Crestarella
La tour Crestarella est une tour de guet et de défense construite au XVIe siècle contre les invasions ottomanes pour défendre la côte de Salerne, province de Salerne en Campanie,.
Elle a servi jusqu'au XVIIIe siècle avec le fort La Carnale et la tour Angellara, et d'autres tours côtières, pour la défense de la côte amalfitaine

## Historique

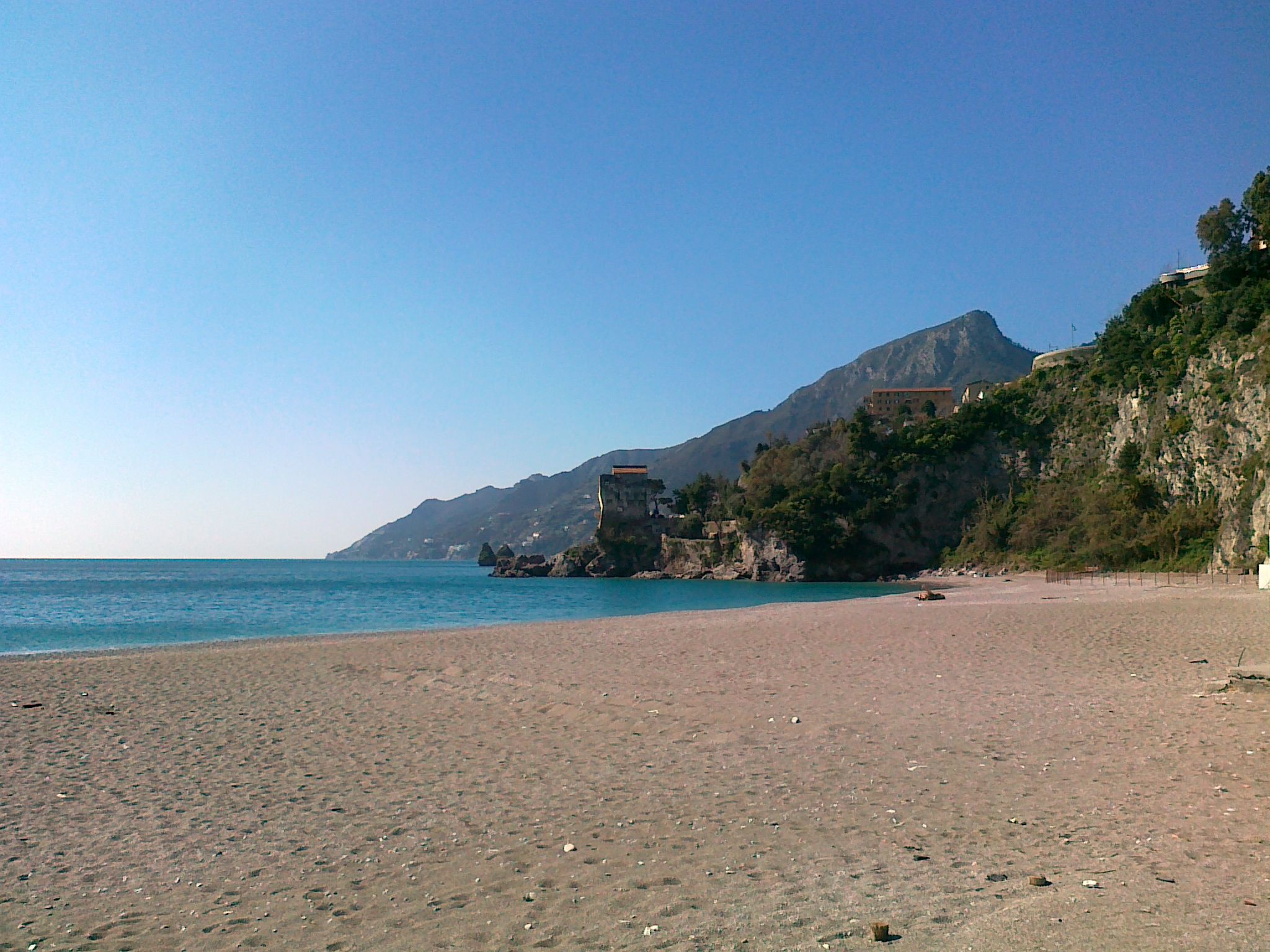
La plage près de la tour Crestarella.

Les tours côtières (environ 93 sur la côte amalfitaine-Salerne de l'ancienne Principauté citérieure) étaient un système de défense côtière qui empêchait les bateaux pirates musulmans de s'approcher des habitants locaux - en utilisant des incendies et de la fumée visibles entre les différentes tours. Les tours ont été réalisées par les architectes de Cava de' Tirreni, Marino Della Monica et Camillo Casaburi, à 5 000 pas l'une de l'autre.
Ces tours étaient très utiles et ne furent abandonnées qu'au début du XIXe siècle. La tour Crestarella a été construite sur un énorme rocher et une maison a ensuite été construite sur son toit pour loger les propriétaires (dans la première moitié du XIXe siècle).
Lors du débarquement allié à Salerne en septembre 1943, la tour fut partiellement endommagée et resta désaffectée pendant quelques années. Depuis 1978, elle est habitée par des particuliers qui gèrent la plage adjacente à des fins touristiques estivales.